# Belén, Tabasco
Belén är en ort i Mexiko.   Den ligger i kommunen Macuspana och delstaten Tabasco, i den sydöstra delen av landet, 700 km öster om huvudstaden Mexico City. Belén ligger 27 meter över havet och antalet invånare är 5 680.
Terrängen runt Belén är platt. Runt Belén är det ganska tätbefolkat, med 67 invånare per kvadratkilometer. Närmaste större samhälle är Macuspana, 3,5 km sydost om Belén. Trakten runt Belén består till största delen av jordbruksmark.